# EXILE LIVE TOUR 2015 "AMAZING WORLD"
『EXILE LIVE TOUR 2015 "AMAZING WORLD"』（エグザイル ライブ ツアー にせんじゅうご アメイジング ワールド）は、EXILEの10枚目のライブ・ビデオである。2016年4月13日にrhythm zoneから発売。

## 概要
2015年9月から12月にかけて全20公演開催されたドームツアー『EXILE LIVE TOUR 2015 "AMAZING WORLD"』より東京ドーム公演の模様を完全収録。
初回生産限定盤の3DVDと2Blu-ray、通常盤の2DVDと1Blu-rayの全4形態でのリリース。※DVDとBlu-rayは同じ内容なので実質2形態。全形態にスマプラムービー。初回生産限定盤には、60P特大フォトブックも特別収録。
サポートメンバーとしてTHE RAMPAGEもライブに参加している。

## 収録曲
第一幕
- AMAZING WORLD
- NEW HORIZON
- DANCE INTO FANTASY
- Believe in Yourself
- Each Other's Way 〜旅の途中〜
- Choo Choo TRAIN
- Carry On
- HERO
- Your eyes only 〜曖昧なぼくの輪郭〜
- ただ…逢いたくて
- LA・LA・LA LOVE SONG
- VICTORY
- I Wish For You
- ALL NIGHT LONG
- BOW & ARROWS
- Flower Song

第二幕
- 情熱の花
- Lovers Again
- Craving In My Soul
- UPSIDE DOWN / EXILE ATSUSHI
- DANCER'S ANTHEM 2015 ver.
- 悲しみの果てに…

第三幕
- EXILE PRIDE 〜こんな世界を愛するため〜
- No Limit
- SUPER SHINE
- Ki・mi・ni・mu・chu
- Someday
- 銀河鉄道999
- Rising Sun

〈ENCORE〉
- 24karats GOLD SOUL
- Love, Dream & Happiness
- AMAZING WORLD -epilogue-

### 特典ディスク
- EXILE 松本利夫・ÜSA・MAKIDAI 2015 Last Tour Documentary'